# Samui Triathlon

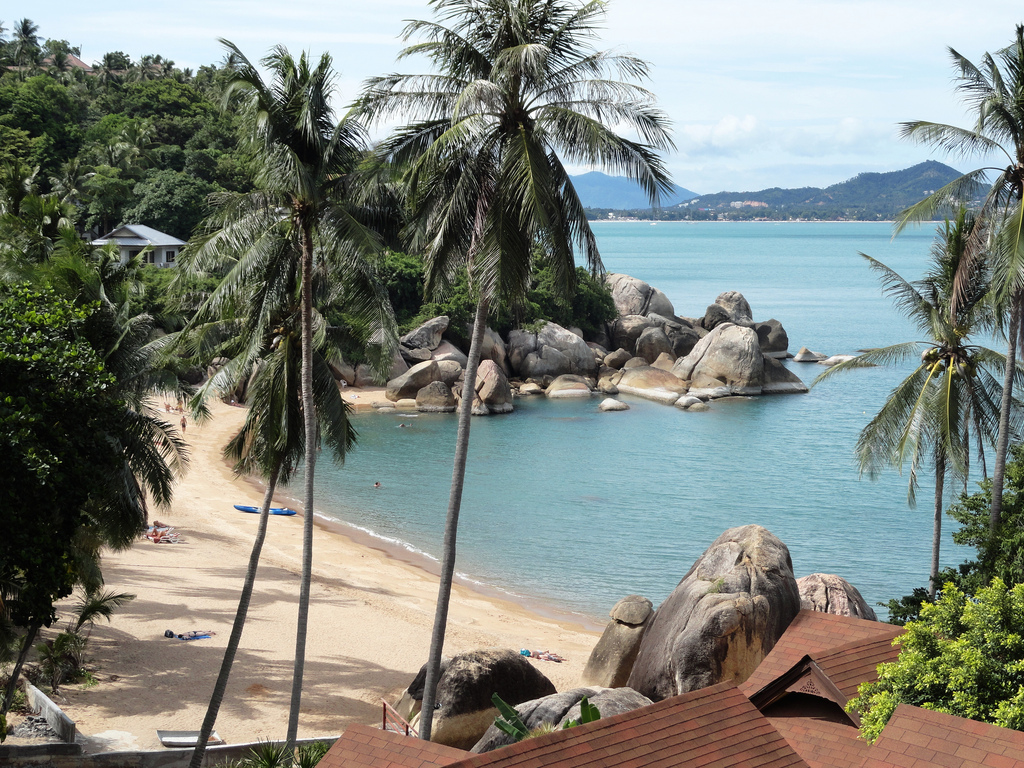
Strand von Coral Cove

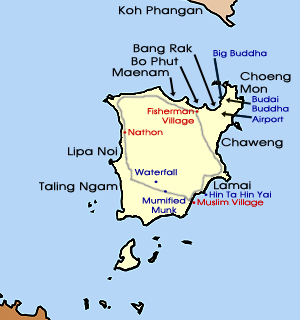
Karte von Ko Samui

Der Samui Triathlon war ein 2012 und 2013 ausgetragenes Triathlon-Rennen über die Langdistanz (4 km Schwimmen, 122 km Radfahren und 30 km Laufen).
Ko Samui ist eine Insel in der Provinz Surat Thani in der Südregion von Thailand.

## Organisation
Dieser Triathlon fand erstmals 2012 statt. Parallel wurde hier ein Duathlon über die Kurzdistanz ausgetragen.
Der Wettkampf wurde von dem Franzosen Gerald Iacono organisiert, der auch den Embrunman ausrichtete. Jedes Jahr zog der Wettkampf ein internationales Starterfeld an. Der Streckenrekord von Courtney Atkinson liegt bei 6:00:18 Stunden aus dem Jahre 2013. Der geplante Termin für den 27. April 2014 wurde wegen politischer Unruhen abgesagt und die für den 26. April 2015 angekündigte Austragung wurde ebenso abgesagt.
2016 wurde der Xterra Samui Triathlon als Cross-Triathlon ausgetragen.

## Streckenverlauf
Die Schwimmdistanz verlief über zwei Runden mit einem Landgang an der Küste von Bo Phut. Die 122 km lange Radstrecke führte eineinhalb Runden um die Insel und die Laufstrecke über 30 km war ein Wendepunktkurs, der in Richtung der Inselhauptstadt Na Thon führt.

## Siegerliste
| Datum/Jahr    | Männer            | Männer          | Männer              | Frauen             | Frauen         | Frauen           |
| Datum/Jahr    | Erster Platz      | Zweiter Platz   | Dritter Platz       | Erster Platz       | Zweiter Platz  | Dritter Platz    |
| ------------- | ----------------- | --------------- | ------------------- | ------------------ | -------------- | ---------------- |
| 21. Apr. 2013 | Courtney Atkinson | Ben Allen       | Marcel Zamora Pérez | Melissa Hauschildt | Liz Blatchford | Caroline Steffen |
| 22. Apr. 2012 | David Dellow      | Faris Al-Sultan | Marino Vanhoenacker | Caroline Steffen   | Carrie Lester  | Joanna Lawn      |